# Smith-Fineman-Myers-Syndrom
Das Smith-Fineman-Myers-Syndrom ist eine sehr seltene angeborene Form einer X-chromosomalen mentalen Retardierung mit zusätzlich schlaff wirkendem Gesicht und Wachstumsrückstand.

## Name
Synonyme sind: SFM1; SFMS; englisch XLMR-Hypotonic Facies Syndrome; Carpenter-Waziri Syndrome; Chudley-Lowry Syndrome; Holmes-Gang Syndrome; Mental retardation-hypotonic facies syndrome, X-linked; MRXHF1. Die Namensbezeichnung bezieht sich auf die Erstbeschreiber aus dem Jahre 1980 durch die US-amerikanischen Pädiater Richard D. Smith, Robert M. Fineman, Garth G. Myers und John Marius Opitz und wurde vorgeschlagen von Lorena D. Stephenson und Mitarbeitern. Weitere Namensbezeichnungen beziehen sich auf Berichte aus dem Jahre 1984 durch Lewis B. Holmes, David L. Gang und John Marius Opitz und 1988 durch N. J. Carpenter, M. Waziri und Mitarbeiter sowie durch Albert E. Chudley, R. Brian Lowry und Mitarbeiter.

## Verbreitung
Die Häufigkeit wird mit unter 1 zu 1.000.000 angegeben, bislang wurde über 11 Familien berichtet. Die Vererbung ist X-chromosomal rezessiv.

## Ursache
Der Erkrankung liegen teilweise Mutationen im ATRX-Gen auf dem  X-Chromosom Genort q21.1 zugrunde.
Mutationen in diesem Gen finden sich auch beim Alpha-Thalassämie-myelodysplastischen Syndrom und dem ATR-X-Syndrom.
Mutationen im GRIA3-Gen wurden gleichfalls vermutet.

## Klinische Erscheinungen
Klinische Kriterien sind:
- Manifestation beim Kleinkind oder Neugeborenen
- Gesichtsdysmorphie mit schräger Lidachse, schmalem Gesicht, Mikrogenie, hängender Unterlippe, schmalem Philtrum, Ptosis, hervorstehende obere Schneidezähne, kaum erkennbare nasolabiale Falten, gespaltene Uvula
- Strabismus, Hyperopie
- Kleinwuchs, schon im Mutterleib beginnend
- anfänglich Muskelhypotonie, später Muskelhypertonie
- Fußdeformitäten
- Psychomotorische Retardierung
- Krämpfe, Mikrozephalie, Dolichozephalie

## Diagnose
Die Diagnose ergibt sich aus der Kombination klinischer Befunde und kann durch den Mutationsnachweis gesichert werden.